# ジェズ教会

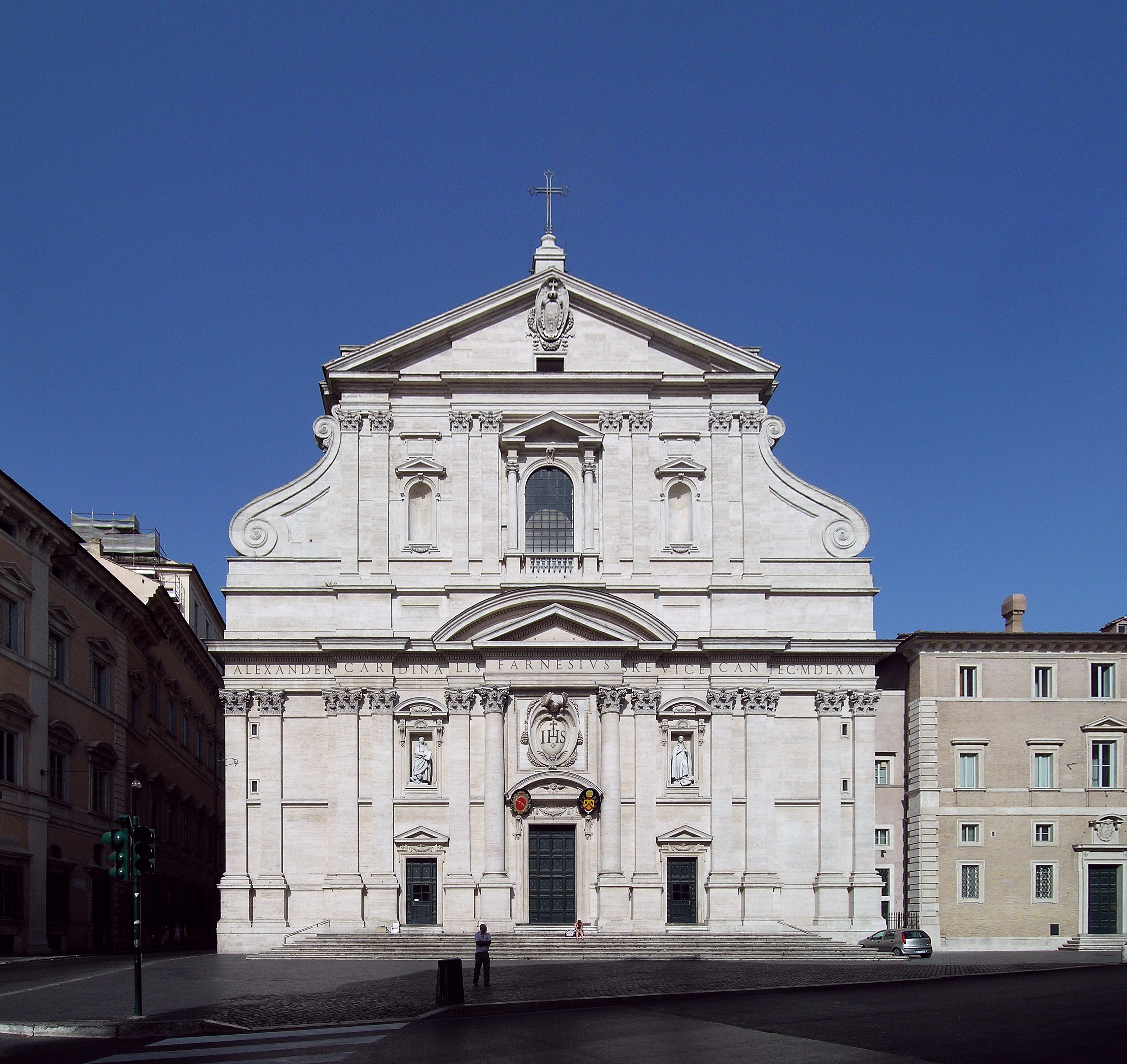
ジェズ教会

ジェズ教会（「イル・ジェズ聖堂」と表記することもある。イタリア語: Chiesa del Gesù ）はかつてイエズス会の本拠地（母教会）だった教会である。正式名は Chiesa del Santissimo Nome di Gesù all'Argentina（イエス・キリストの神聖な御名の教会）。そのファサードは「世界初の真のバロック様式のファサード」と言われている。世界中のイエズス会の教会はこの教会をモデルとしており、アメリカ州の教会にその傾向が強い。ジェズ教会はローマのジェズー広場に面している。
1551年、イエズス会を創立した聖イグナチオ・デ・ロヨラが構想した。彼は宗教改革とその後の対抗宗教改革の時代に活躍した人物で、ジェズ教会はイエズス会総長の住まいとしても使われたが、1773年にイエズス会の活動禁止令が出されたため、イエズス会はジェズ教会が使えなくなった。後にイエズス会はこれを取り戻して隣接するパラッツォも入手し、イエズス会士の聖職を目指す優秀な学生を世界中から集めてそこに住まわせ、グレゴリアン大学に通わせている。

## 歴史

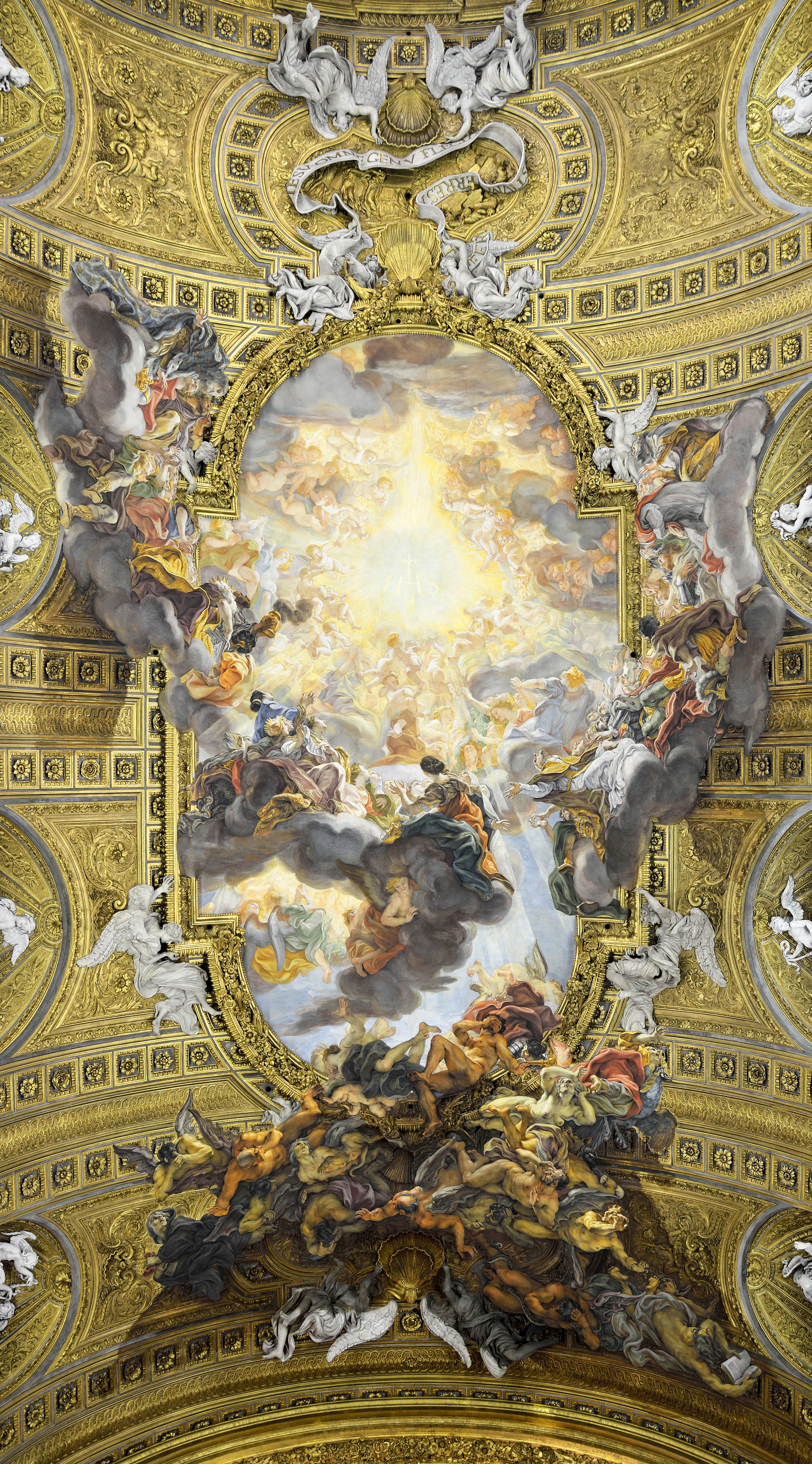
ジョヴァンニ・バッティスタ・ガウッリ作の天井画 Triumph of the Name of Jesus

ミケランジェロが無償で設計することを申し出たが、イエズス会創立を認可したパウルス3世の孫アレッサンドロ・ファルネーゼが設計に出資した。最終的に実際の建設を指揮した建築家はジャコモ・バロッツィ・ダ・ヴィニョーラ（ヴィニョーラと表記することもある）とジャコモ・デッラ・ポルタ（デラ･ポルタと表記することもある）で、ファサードについては当初ヴィニョーラの三層構造の均整のとれた設計だったが、後にデッラ・ポルタの強い垂直要素と結びついた動的に溶け合った緊張感のある設計に変更された。ヴィニョーラの採用されなかった設計は1573年に版画になっており、後世の建築家も見ることが出来た。
1568年にヴィニョーラの設計に基づいて着工し、1580年に完成した。この数々の革新的要素のある設計が20世紀まで続くイエズス会の教会の手本となった。ジェズ教会はトリエント公会議で公式化された新たな要求に基づいて設計された。まず拝廊がなくなった。訪問者が教会に入ると通路を挟まずに本堂に出る。このため、会衆が集まったとき注意が祭壇に集中するようになっている。礼拝堂は本堂と側廊で繋がっているのではなく、アーチ状の開口部で繋がっている。それらの入口部分は装飾的な手摺で仕切ることができる。翼廊は短く、その端にある祭壇が強調されている。
その設計は盛期ルネサンスの集大成であり、ドームの雄大なスケールとクロッシングの四隅の突出した柱が特徴的である。拡張した本堂は、フランチェスコ会やドミニコ会が13世紀に確立した様式の特徴だった。あちこちにはめ込まれた多彩色の大理石には金めっきされたレリーフがあり、筒型ヴォールトの天井にはフレスコ画が描かれ、白い化粧しっくいと大理石の彫刻がそれらの構造から浮き上がって見える。ジェズ教会によって側廊のある伝統的なバシリカがなくなったわけではないが、バロック建築の教会では、十字形の平面図は小さめの教会や礼拝堂でしか見られなくなった。

## 内部装飾

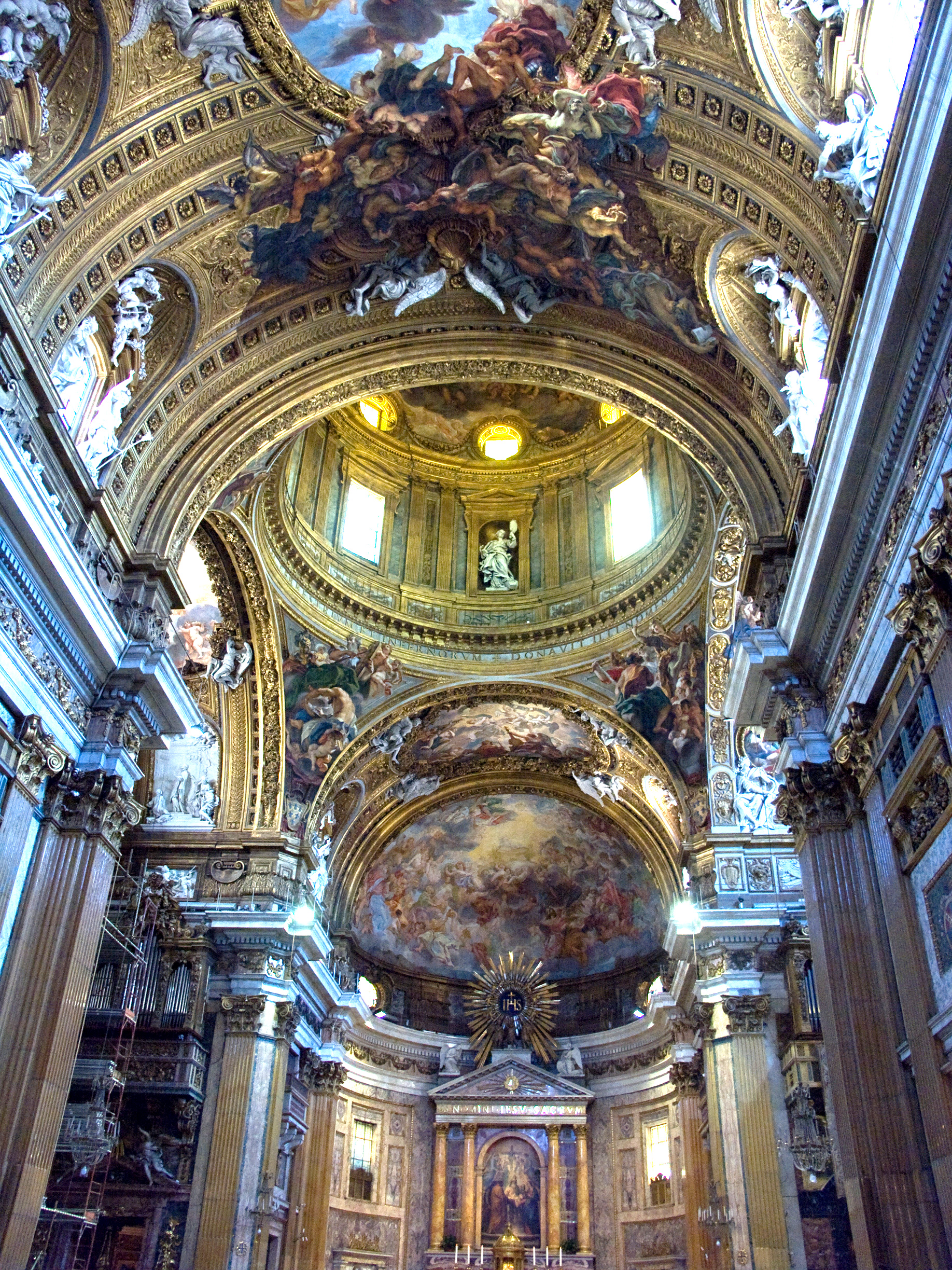
内装

内部装飾で最も目に付く天井のフレスコ画は、ジョヴァンニ・バッティスタ・ガウッリの壮大な Triumph of the Name of Jesus（イエスの御名の勝利）である。ガウッリはクーポラにもフレスコ画を描いている。
身廊の右側の第一礼拝堂は「聖アンデレ礼拝堂 (Cappella di Sant'Andrea)」と呼ばれている。これはジェズ教会を建てるために取り壊された古い教会が聖アンデレに捧げられていたことに由来する。全ての絵画装飾はフィレンツェのアゴスティーノ・チャンペッリが完成させた。アーチ上には男性殉教者が描かれ、壁柱には女性殉教者が描かれている。天井のフレスコ画には栄光のマリアとそれを取り囲む殉教した聖人たちが描かれている。ルネットには「嵐に立ち向かう聖アグネスと聖ルチア」と「聖ステファンと聖ラウレンティウス」が描かれている。祭壇飾りには「聖アンデレの殉教」が描かれている。
右側の第二の礼拝堂は「受難の礼拝堂 (Cappella della Passione)」と呼ばれ、イエスの受難の光景があちこちに描かれている。ルネットには「ゲッセマネのイエス」と「ユダの接吻」、壁柱には「キリストの鞭打ち」、「ヘロデの前のキリスト」、「この人を見よ」、「ゴルゴダの丘への出発」、「十字架刑」が描かれている。祭壇飾りは「聖母子像と祝福されたイエズス会士」が描かれているが、元々は Scipione Pulzone の祭壇飾りがあった。これらの絵は Gaspare Celio が 描いた。祭壇には18世紀のイエズス会士 St. Giuseppe Pignatelli の遺骨を納めた青銅製の聖遺物箱が収められており、彼は1954年にピウス12世によって列聖された。壁の聖牌は、21代と28代のイエズス会総長を記念したものである。
右側の第三の礼拝堂は「天使の礼拝堂 (Cappella degli Angeli)」と呼ばれ、天井のフレスコ画には「聖母戴冠」、祭壇飾りにはフェデリコ・ツッカリの「三位一体を礼拝する天使たち」が描かれている。同じ作者の絵が壁にもあり、右には「反逆の天使の敗北」、左には「魂を煉獄から解放する天使たち」が描かれている。他にも、天国、地獄、煉獄を描いたフレスコ画がある。壁柱の壁龕にある天使像は Silla Longhi とフラミニオ・ヴァッカの手によるものである。
右の翼廊にあたる大きめの礼拝堂は「聖フランシスコ・ザビエル礼拝堂」がある。ピエトロ・ダ・コルトーナの設計である。多彩色の大理石に囲まれた化粧しっくいのレリーフには「天使によって天国に迎えられるザビエル」が描かれている。祭壇飾りはカルロ・マラッタによる「上川島でのザビエルの死」である。アーチ上の装飾にはザビエルの生涯が描かれている。銀の聖遺物箱にはザビエルの右腕の一部が保存されており、残りはインドのゴアにあるイエズス会の教会に埋葬されている。
身廊の一番奥、主祭壇の右にある最後の礼拝堂は「サクロ・クオーレ（イエスの聖なる心臓）の礼拝堂」である。
聖具保管室は右側にある。聖職席にはベルニーニ作のロベルト・ベラルミーノ枢機卿の胸像がある。

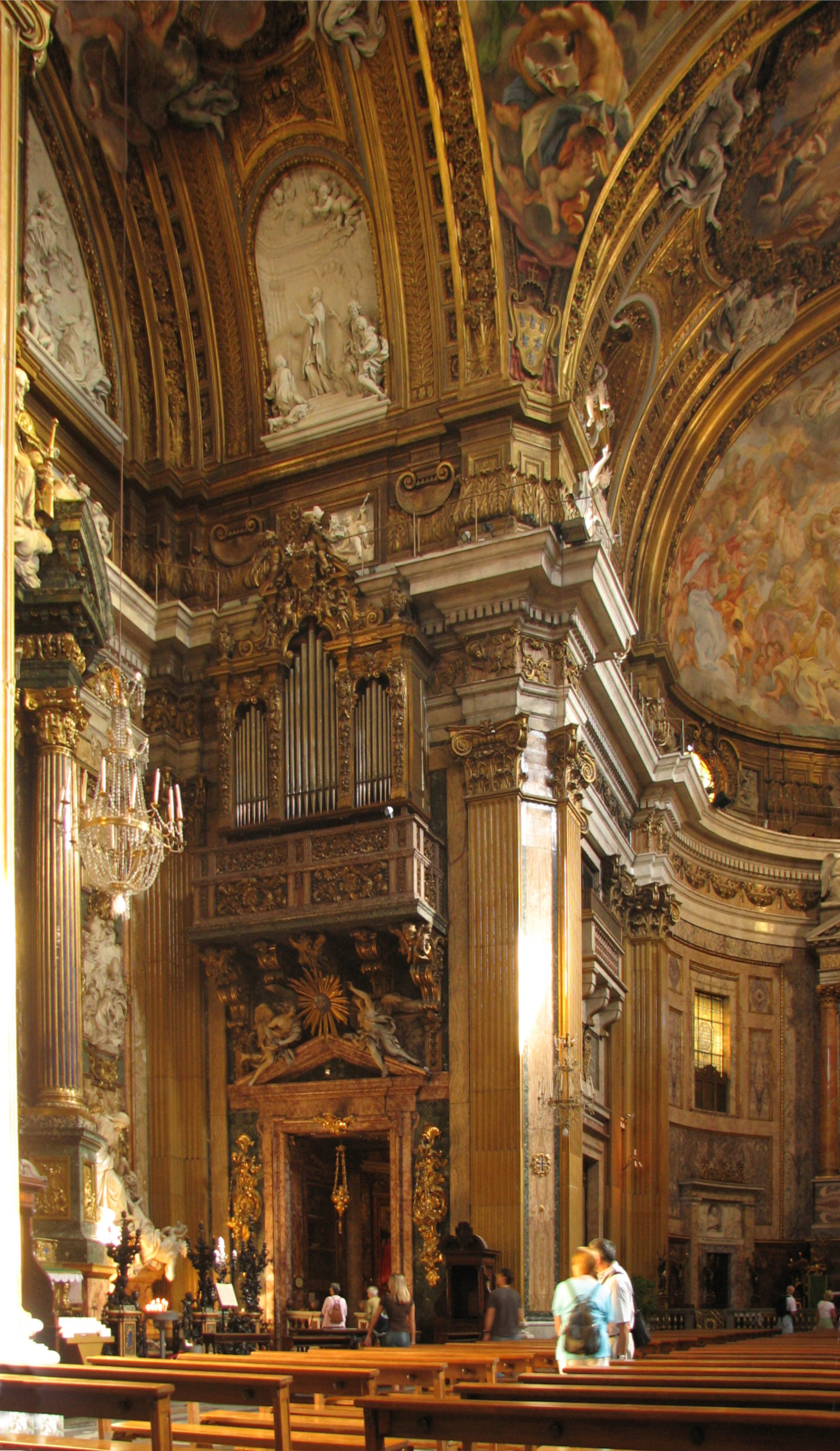
短縮された翼廊が雄大な礼拝堂として機能する。聖イグナチウスの礼拝堂

左側の第一の礼拝堂は、元々は使徒に捧げられていたが、今は「聖フランシスコ・ボルハ礼拝堂」となっている。ボルハはスペインのガンディア公だったが、その地位を放棄してイエズス会に入会し、第3代総長になった。祭壇飾りはアンドレア・ポッゾの「聖フランシスコ・ボルハの祈祷式」が描かれている。天井やルネットのフレスコ画は Nicolò Circignani の作である。壁にはピエール・フランチェスコ・モーラのフレスコ画がある。絵の主題はペテロやパウロが多い。
左側の第二の礼拝堂はキリスト生誕に捧げられており、「聖家族礼拝堂 (Cappella della Sacra Famiglia)」と呼ばれている。キリスト生誕を描いた祭壇飾りはCircignaniの作品である。天井画はキリスト生誕への天界の祝福を描いており、小尖塔の上にはダビデ、イザヤ、ゼカリヤ、バルクがあり、ルネットには「羊飼いへの告知」と「幼児虐殺」が描かれている。他に東方三博士のフレスコ画などがある。4つの寓意的像は、節制、慎重さ、不屈さ、正義を表している。
左側の第三の礼拝堂は、フランチェスコ・バッサーノ・イル・ジョーヴァネ による祭壇飾りから「三位一体の礼拝堂 (Cappella della Santissima Trinità)」と呼ばれる。この礼拝堂のフレスコ画は1588年から1589年に主に3人の画家が完成させたもので、それぞれの作者はよくわかっていない。しかし、天地創造の絵や壁柱の天使たち、その他のフレスコ画は Giovanni Battista Fiammeri の作と言われている。左の壁の「キリストの変容」と右の「アブラハムと3人の天使」は Durante Alberti の作とされている。残る1人は Ventura Salimbeni である。祭壇の上の聖遺物箱には、1657年に殉教し1938年にピウス11世によって列聖されたポーランド人イエズス会士アンジェイ・ボボラの右腕が納められている。
次の「聖イグナチウス礼拝堂」はこの教会の中でも最高傑作とされており、アンドレア・ポッゾが設計した。そこにはイグナチオ・デ・ロヨラが埋葬されている。ポッゾが設計した祭壇は「三位一体」を表しており、ラピスラズリで装飾された4本の円柱が Pierre Legros 作の聖イグナチウスの巨大な像を取り囲んでいる。ただしこの像は後世の複製でアントニオ・カノーヴァの工房で働いていた Adamo Tadolini の作と言われている。本物はピウス6世がナポレオンへの戦争賠償金を支払うためという名目で溶かした。もともとはジャコモ・デッラ・ポルタが設計したが、後に祭壇の設計を公募し、ポッゾの設計案が勝利した。聖イグナチウスの遺骨を納めた聖遺物箱はアルガルディの制作した青銅製で、その左右に「異教を打倒するキリスト教」という像と「邪教を打倒するキリスト教の信仰」という像がある。日中、聖イグナチウスの像は大きな絵で隠されているが、毎日17:30になると大音響の音楽と共に絵が下にスライドし、像が現れてスポットライトで照らされる。
身廊の一番奥、主祭壇の左にある最後の礼拝堂は「Madonna Della Strada の礼拝堂」と呼ばれている。これは現存しない教会で見つかった中世のイコンに由来する名称で、聖イグナチウスがそれを敬慕していたという。内装は聖母の生涯を描いている。

## 影響
ジェズ教会は世界中のイエズス会の教会のモデルとなった。最初にジェズ教会をモデルとして建てられた教会として、ミュンヘンの聖ミヒャエル教会（1583年 - 1597年）やネスヴィジのキリスト聖体教会（1587年 - 1593年）がある。また、ジェズ教会という名称も各地で共有された。